# Cynosaurus suppostus
Cynosaurus suppostus és una espècie extinta de cinodont que visqué durant el Permià superior en allò que avui en dia és Sud-àfrica. Les seves restes fòssils s'han trobat en una zona que probablement consistia en aiguamolls durant aquell període. La mandíbula és robusta. Les dents canines són senzilles, de forma ovoide i sense cíngol. S'han dut a terme estudis de tomografia computada per analitzar-ne la morfologia cranial detalladament.